# 次元解析
次元解析（じげんかいせき、英: dimensional analysis）とは、物理量における、長さ、質量、時間、電荷などの次元から、複数の物理量の間の関係を予測することである。
物理的な関係を表す数式においては、両辺や各項の次元が一致しなくてはならない。この規則を逆に利用すると、既知の量を組み合わせ、求めたい未知の物理量の次元に一致するように式を立てれば、それは正しい関係式になっている可能性が高い。これをレイリーの方法（Rayleigh's method）という。
次元解析を用いると、一般解を得ることが困難な（ときには不可能な）現象に対して、物理量間の関係を推測することができる。一方で、未知の物理量を決めるのに既知の物理量では不十分な場合にそれとわかることもある。また、次元の不一致といったミスの防止にも役立つ。

## 次元一致の原理
数式の左右両辺の各項の次元が等しい式は次元的に健全または次元的に斉一（homogeneous）であると呼ばれる。物理法則に基いて理論的に導かれる理論式は次元的に健全であり、次元的に健全な式のみ物理では意味があると考える。すなわち物理現象を支配する物理方程式の各項の次元は次元的に健全でなければならない。この原理を次元一致の原理（principle of dimensional consistency）という。

### 数学的表現
物理量Q がn 個の物理量xi によって決定されるとき、それらの関係を表す式
{\displaystyle Q=F(x_{1},\dots ,x_{n})}
が次元的に健全であるということは、次のように変形できることを意味する。
{\displaystyle F(x_{1},\dots ,x_{n})=\prod _{i}[X_{i}]^{a_{i}}\times F^{*}(x_{1}^{*},\dots ,x_{n}^{*})}
ここで{\displaystyle [X_{i}]}は物理量{\displaystyle x_{i}}の単位または次元、*付きの変数は無次元量を意味する。

## バッキンガムのπ定理
バッキンガムのπ定理（Buckingham Π theorem）とは、数理物理学の分野において、次元解析の基礎となる理論である。大雑把に言うと、物理的な関係式が物理変数をn 個含み、それらの変数がk 種類の独立な基本単位を持つならば、その式は元の物理変数で構成されるp = n - k 個の無次元パラメータを含む式と等価であるという定理である。この定理により、与えられた物理変数から、たとえ関係式の形が不明であっても無次元パラメータを求めることができる。物理量を無次元量で書き直せば、式の次元の一致・不一致をチェックする必要がなくなり、解析が簡単になる。ただし、無次元パラメータの選び方は一意ではない。バッキンガムのΠ定理は無次元パラメータを求める方法を与えるだけであり、物理的に意味のあるものを選ぶわけではない。
2つの物理的な系の無次元パラメータが一致するとき、それらの系は相似であるという（大きさのみが異なる三角形を相似と呼ぶのと同様である）。これらの系は数学的には等価であるため、解析をするために便利な（実験などがしやすい）系を選ぶことができる。
より正確に表現すると、無次元パラメータの個数p は次元行列M の退化次数 null M に等しく、k はその階数 rank M に等しい。物理的に異なる系に対して、無次元パラメータが等しくなるなら、それらの系は数学的に等価である。

### 定式化
次のような物理的な関係式があるとする：
{\displaystyle f(q_{1},q_{2},\dots ,q_{n})=0}
ここでq1, ..., qn はn 個の物理変数であり、k 種類の独立な基本単位で表されている。このとき、上式は次の数学的に等価な式に書き換えることができる：
{\displaystyle F(\pi _{1},\pi _{2},\dots ,\pi _{p})=0}
ここでπ1, ..., πp はq1, ..., qn で構成されるp = n - k 個の 無次元パラメータである：
{\displaystyle \pi _{i}=q_{1}^{a_{1}}\,q_{2}^{a_{2}}\cdots q_{n}^{a_{n}},\quad i=1,\dots ,p}
ここで指数ai は有理数である（適当にべき乗すれば常に整数としてよい）。

### 証明

#### 概要
前提として、与えられた基本単位は有理数体上のベクトル空間（物理次元ベクトル空間と呼ぶ）の基底であり、物理単位の積はベクトルの和で表され、べき乗はスカラー倍を表すとする。有次元の物理変数を必要な基本単位の指数の組で表す（現れない基本単位に対しては指数はゼロとする）。例えば、重力加速度g は{\displaystyle {\mathsf {LT}}^{-2}}（長さ÷時間2）の次元を持つ。したがってこれは基底（長さ，時間）に関してベクトル(1, -2)で表される。
物理的単位を物理的関係式の両辺で一致させることは、物理次元ベクトル空間で線形従属性を課すこととみなすことができる。

#### 正式な証明
有次元の物理変数n 個で表される系を考える。基本単位はk 種類とする。次元行列 M ∈ Rk×n を(i , j )成分がj 番目の物理変数のi 番目の基本単位の指数である行列とする。例えば
{\displaystyle M={\begin{pmatrix}a_{1}\\\vdots \\a_{n}\end{pmatrix}}}
は物理変数 q1a1, q2a2, …, qnan の次元行列である。
無次元量は単位のべきが全てゼロとなる（すなわち次元がない）組み合わせであり、次元行列の零空間に相当する。無次元変数は有次元変数間の単位の線型結合である。
階数・退化次数公式により、k 個の（必要な）次元を持つn 個のベクトルから成る系は関係のp (= n - k )-次元空間を満足する。任意の基底の選択はp 個の無次元数の要素を持つ。
無次元変数は（分母を払うことで）いつも有次元変数の整数の組み合わせになるように取られる。不自然な有次元数の選択が数学的にはある。いくつかの無次元変数の選択は物理的により意味があり、理想的に使われるものがある。

## 例

### 調和振動
例としてばねにつないだ物体の振動運動について考える。水平面上に質量 m の物体をおき、垂直に立った壁と物体との間をばね定数 k のばねで結ぶ。ばねの自然長の状態から物体を x だけずらし、静かに手を離すと物体は振動運動を始める。このときの振動の周期（１振動にかかる時間）T を与える式を推測する。水平面との摩擦や空気抵抗は考えない。
式に含まれるであろう定数は、物体の質量 m、ばね定数 k、初期変位 x の3つである。長さの次元を{\displaystyle {\mathsf {L}}}、質量の次元を{\displaystyle {\mathsf {M}}}、時間の次元を{\displaystyle {\mathsf {T}}}とすれば、それぞれの定数および周期 T の次元は{\displaystyle [m]={\mathsf {M}},[k]={\mathsf {MT}}^{-2},[x]={\mathsf {L}},[T]={\mathsf {T}}}である。この中で長さの次元{\displaystyle {\mathsf {L}}}を含んでいるのは初期変位 x のみなので、式に含めることができない。なぜなら式の左辺と右辺では次元が一致しなくてはならず、初期変位を含めるならば両辺に同じだけかける必要があり、それならば無くても同じだからである。
次元が{\displaystyle {\mathsf {T}}}になるように m と k を組み合わせる方法は一つしかない。結果次の式が求まる。
{\displaystyle T=A{\sqrt {\frac {m}{k}}}}
比例係数 A は無次元量の定数で次元解析から求めることはできない。この運動の運動方程式を直接解くと周期は
{\displaystyle T=2\pi {\sqrt {\frac {m}{k}}}}
となり、A = 2π のもとで両者は見事に一致している（固有振動も参照）。このように簡単な問題ならば次元を考えるだけで見通しが立つ。式の次元が合うことは必須の要請であるので、式の間違いをチェックする場合にも使える。
バッキンガムのΠ定理にしたがって考えると、物理量が m, k, x および T の4つで、次元が{\displaystyle {\mathsf {M}},{\mathsf {T}},{\mathsf {L}}}の3種類なので、次元行列は
{\displaystyle M={\begin{pmatrix}\cdot &m&k&x&T\\{\mathsf {M}}&1&1&0&0\\{\mathsf {T}}&0&-2&0&1\\{\mathsf {L}}&0&0&1&0\end{pmatrix}}}
となる（便宜的に列が m, k, x, T 、行が{\displaystyle {\mathsf {M}},{\mathsf {T}},{\mathsf {L}}}に対応していることを明記しているが、本来の次元行列には含まれない）。null M = 1 から、1個の無次元量があることが分かる。関係式はすなわちこの無次元量が定数ということである。
{\displaystyle {\frac {T}{\sqrt {m/k}}}=A(=2\pi )}

### 減衰振動
ばねにつながれた物体が、速度に比例した大きさの抵抗（粘性抵抗力）を受けながら一次元運動することを考える。運動方程式は以下である
{\displaystyle m{\ddot {x}}=-c{\dot {x}}-kx}
式に現れる定数は、物体の質量 m、粘性抵抗の比例係数 c、ばね定数 k の3つで、それぞれの次元は{\displaystyle [m]={\mathsf {M}},[c]={\mathsf {MT}}^{-1},[k]=[{\mathsf {MT}}^{-2}]}である。
この運動では、特徴的な時間尺度 (characteristic time scale) が2つ存在する。即ち、
- 減衰時間：{\displaystyle \tau ={\frac {m}{c}}}
- 固有周期：{\displaystyle {\frac {1}{\omega }}={\sqrt {\frac {m}{k}}}}

の2つの時間が現象を特徴づけており、時間尺度の競合が起こる。つまり τ と 1/ω の大きさのバランスによって運動の様子が変わることが予想される。
Π定理からは、物理量が m, c, k の3つで次元が{\displaystyle {\mathsf {M}},{\mathsf {T}}}の2種類である（調和振動のときと同じ理由によって初期変位は入れなくても良い）から、次元行列が
{\displaystyle M={\begin{pmatrix}\cdot &m&c&k\\{\mathsf {M}}&1&1&1\\{\mathsf {T}}&0&-1&-2\end{pmatrix}}}
となる。したがって1つの無次元量でこの現象を特徴づけられることがわかる。この無次元量には通常、減衰比と呼ばれる
{\displaystyle \zeta =1/2\tau \omega =c/2{\sqrt {mk}}}
が用いられ、実際に運動方程式を解析的に解くと、ζ < 1 のとき減衰振動、ζ = 1 のとき臨界減衰、ζ > 1 のとき過減衰となり、運動が定性的にも変化する。

### 流体機械
ポンプ、送風機や発電用水車などのターボ機械は内部流れが複雑であるため、その挙動を表すナビエ-ストークス方程式を直接解くことができない。しかしその運転状態は以下の条件を与えるとおおよそ決まることが分かっている：
- 作動流体の密度 ρ　（次元は{\displaystyle [\rho ]={\mathsf {ML}}^{-3}}）
- 機械の大きさ D　（{\displaystyle [D]={\mathsf {L}}}）
- 回転速度 N　（{\displaystyle [N]={\mathsf {T^{-1}}}}）
- 流量 Q　（{\displaystyle [Q]={\mathsf {L}}^{3}{\mathsf {T}}^{-1}}）

このとき、次の未知量を推測する：
- 圧力 P　（{\displaystyle [P]={\mathsf {ML}}^{-1}{\mathsf {T}}^{-2}}）
- 出力 L　（{\displaystyle [L]={\mathsf {ML}}^{2}{\mathsf {T}}^{-3}}）

この場合は物理量は6つ、次元が3種類である。
次元が一致するように各変数のべきを調整すると、（変数が多いので一意ではないが）以下のように関係式を推測できる：
{\displaystyle P=A\rho N^{2}D^{2}\left({\frac {Q}{ND^{3}}}\right)^{\alpha }}
{\displaystyle L=B\rho N^{3}D^{5}\left({\frac {Q}{ND^{3}}}\right)^{\beta }}
ここで、A, B, α, β は次元解析から求めることはできないが、条件で考慮していない流体の粘度や機械の各部寸法バランスなどに依存する無次元量である。
この場合の次元行列は
{\displaystyle M={\begin{pmatrix}\cdot &\rho &D&N&Q&P&L\\{\mathsf {M}}&1&0&0&0&1&1\\{\mathsf {T}}&0&0&-1&-1&-2&-3\\{\mathsf {L}}&-3&1&0&3&-1&2\end{pmatrix}}}
であるため無次元数は null M = 3つ存在する。よく用いられるのはそれぞれ流量係数、圧力係数、出力係数と呼ばれる以下の3つである：
{\displaystyle \phi ={\frac {Q}{ND^{3}}},\quad \psi ={\frac {P}{\rho N^{2}D^{2}}},\quad \tau ={\frac {L}{\rho N^{3}D^{5}}}}
無次元の関係式 f, g で表すと
{\displaystyle \psi =f(\phi ),\quad \tau =g(\phi )}
となる。

### 原子構造
原子構造を古典物理学が説明できないということも次元解析から理解できる。
水素原子は電子がクーロン力で惑星のように陽子に束縛されている。その軌道の半径 a （{\displaystyle [a]={\mathsf {L}}}）は、
- 電子の質量m　（次元は{\displaystyle [m]={\mathsf {M}}}）
- 電気素量e　（{\displaystyle [e]={\mathsf {TI}}}）
- 真空の誘電率ε0　（{\displaystyle [\varepsilon _{0}]={\mathsf {M}}^{-1}{\mathsf {L}}^{-3}{\mathsf {T}}^{4}{\mathsf {I}}^{2}}）

で表されると考えられる。ここで、{\displaystyle {\mathsf {M}}} は質量、{\displaystyle {\mathsf {L}}} は長さ、{\displaystyle {\mathsf {T}}} は時間、{\displaystyle {\mathsf {I}}} は電流の次元を表す。ところが、これらの量をどう組み合わせても、長さの次元 {\displaystyle {\mathsf {L}}} を持った量を構成することができない。すなわち、水素原子は一定の大きさをとることができない。そこでニールス・ボーアは、このようなミクロの世界では次元が {\displaystyle {\mathsf {ML}}^{2}{\mathsf {T}}^{-1}} のプランク定数 h が関係していると考えた。以上の4つの物理量を組み合わせて長さの次元を持つ量を作ると、
{\displaystyle a={\frac {\epsilon _{0}h^{2}}{me^{2}}}}
が導かれる。これはボーア半径の π 倍である。
以上の次元解析的議論により、ボーアは h が必須であることを確信した。

## 拡張
次元解析を行う際に用いる次元は国際単位系の基本単位に対応する7つの次元に限る必要はなく、扱う問題に応じて独立した次元を選ぶことができる。たとえば加速度のない流れでは質量、長さ、時間に加えて力を独立次元とみなすことでより厳密な情報が得られるというブリッジマン(1921)に由来する方法がある。
また長さの次元 {\displaystyle {\mathsf {L}}} に対して、3方向 (x , y , z) を区別して次元解析してもよい。この方法はHuntley(1955)に由来し、方向性次元解析（vectorial dimensional analysisまたはCosta(1971)によって指向解析 (directional analysis)と呼ばれる。重力や境界層など、特別な方向をもつ物理現象に対しては方向性次元解析が有効になる場合がある。
例として、流れの中に、流れに平行に置かれた平板が受ける抗力の問題を考える。抗力 F、平板の面積 S、流速 u、流体の密度 ρ、粘性 μ、平板前縁から流れに沿って測った距離を x とする。独立次元として{\displaystyle {\mathsf {MLT}}}を用いる通常の次元解析では2つの無次元数：抗力係数 f とレイノルズ数 Re
{\displaystyle f={\frac {F}{S\rho u^{2}}},\quad Re={\frac {xu\rho }{\mu }}}
が得られるが、これらの間に成り立つ関係式の具体形は分からない。しかし平板に平行な2方向 x, y の長さの次元{\displaystyle {\mathsf {L}}}と、平板に直交する z 方向の長さの次元{\displaystyle {\mathsf {L}}_{z}}を独立と考えることによって、層流の場合には
{\displaystyle fRe^{1/2}={\text{const.}}}
という、より詳細な関係式を得ることができる。
また、Moran(1967)によって群論的方法との関連も論じられている。